# Flight Management System

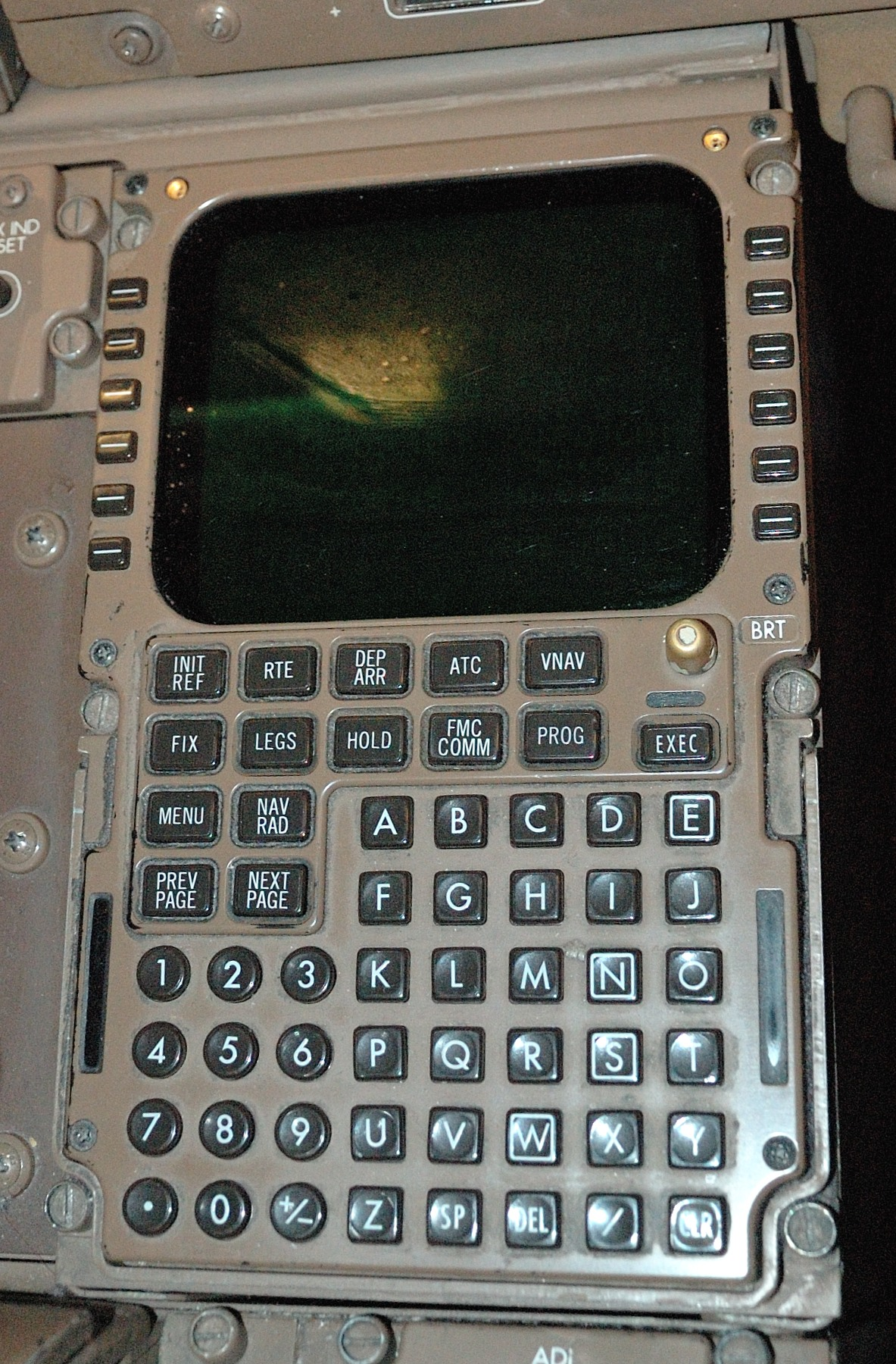
Honeywell FMS in einer Boeing 767-300

Flight Management Systeme (FMS) sind elektronische Hilfsmittel für die Flugsteuerung und Flugnavigation.
Die ersten FMS wurden in den späten 1970er Jahren entwickelt. Der erste Einsatz erfolgte 1981 in der Boeing 767. Diese FMS basierten auf der Kombination des Inertialnavigationssystems INS und des Performance Data Computers.
Die Eingaben erfolgen über die Control and Display Unit (CDU) bzw. die Multifunctional Control and Display Unit (MCDU).
FMS vereinfachen die laterale Navigation, bieten die Möglichkeit zur Programmierung vertikaler Profile und erhöhen die Übersicht der Piloten durch Kartendarstellungen auf den Multifunction-Displays (MFDs) des elektronischen Fluginformationssystems EFIS. Die Piloten können damit auch während des Fluges Planungen und Optimierungen durchführen. Mit der Einführung der „Area Navigation“ (RNAV) wurden verkürzte, direkte Flugrouten und Luftstraßen möglich, sowie neue Anflugarten (z. B. RNAV-Anflüge).
Das Flight Management System bestimmt die Position des Flugzeuges zumeist über Trägheitsnavigationssysteme, aktualisiert diese aber ständig mittels Radionavigation (VOR, NDB, DME) und/oder Global Positioning System (kurz: GPS).
Moderne Flight Management Systeme verbinden die Navigation mit der Flugsteuerung und dem Autopiloten, wie bei dem „Flight Management and Guidance System“ (FMGS) von Airbus. Je nach Modell erfolgen auch Start- und Anflugberechnungen, vertikales Flugprofilmanagement (Höhe, Steig- u. Sinkflug) und Treibstoffmanagement. Das mit der MCDU ebenfalls bedienbare Datalink- und Kommunikationssystem ACARS kann dem FMS Flugplan-, Wind- oder andere Daten liefern.